# Trimerotropis inconspicua
Trimerotropis inconspicua är en insektsart som beskrevs av Bruner, L. 1904. Trimerotropis inconspicua ingår i släktet Trimerotropis och familjen gräshoppor. Inga underarter finns listade i Catalogue of Life.